# 苏达农村居民点
苏达农村居民点（俄语：Судское сельское поселение）是俄罗斯联邦沃洛格达州切列波韦茨区所属的一个农村居民点。其下辖有12个居民点，行政中心为苏达。据2015年统计，该农村居民点的人口为6632人。